# トゥージー
トゥージー（Tooji / توجی）、本名:トゥーラジ・ケシュトカール（ペルシア語: تورج کشتکار / Touraj Keshtkar、1987年5月26日 - ）'は、イラン出身のノルウェーの歌手、モデル、テレビ司会である。ユーロビジョン・ソング・コンテスト2012のノルウェー代表として、2012年5月にアゼルバイジャンのバクーで開催される同大会に参加し、「Stay」を歌う。

## 来歴
イランのシーラーズに生まれ、1歳でノルウェーに移住する。16歳でモデルとしての活動を始め、その後MTVノルウェー（MTV Norway）にて「Super Saturday」、「Toojis Top 10」の番組司会を務める。2008年には初のシングル「Swan Song」が発売された。ノルウェーにおけるユーロビジョン・ソング・コンテストの国内選考であるメロディー・グランプリ2012で優勝し、ユーロビジョン・ソング・コンテスト2012におけるノルウェー代表の座を勝ち取った。
ソーシャルワーカーとしての教育を受け、難民受付センターで勤務した経験を持つ。